# Working Week
Working Week fue un grupo británico de jazz-dance, activo en los años ochenta y noventa.

## Historia
Fue formado en 1983 por el guitarrista Simon Booth y el saxofonista Larry Stabbins, de las cenizas de la banda Weekend, la cual dejó de existir cuando la cantante Alison Statton abandonó la música para convertirse en maestra. Weekend también fue influencia para agrupaciones que surgirían en la escena británica como Everything But The Girl y Swing Out Sister.
El dúo lanzó su sencillo debut "Venceremos - We Will Win" el año siguiente como un tributo al cantante chileno de música protesta Víctor Jara, contando con las contribuciones de Robert Wyatt y Tracey Thorn de Everything but the Girl. Sería el único sencillo de la banda en ingresar en la lista de éxitos UK Singles Chart, donde se posicionó en la ubicación #64. La cantante Julie Driscoll aportó su voz en el siguiente sencillo, "Storm of Light".
El álbum debut de la banda, Working Nights, fue publicado en abril de 1985, con la cantante Juliet Roberts incorporada como miembro definitivo de la agrupación. Roberts continuó como cantante en los siguientes álbumes de estudio: Companeros y Surrender, lanzados en 1987, pero dejó la banda luego del lanzamiento del sencillo "Knocking on Your Door". Julie Driscoll retornó como vocalista en el álbum de 1989 Fire in the Mountain, y Eyvon Waite hizo lo propio en Black and Gold de 1991, último álbum publicado por la agrupación.
La banda hizo una aparición el 9 de febrero de 1986 en el prestigioso Royal Albert Hall, en un concierto benéfico en favor de las víctimas de la Tragedia de Armero en el departamento del Tolima en Colombia.

## Discografía

### Estudio
- Working Nights (Virgin Records) - 1985
- Compañeros (Virgin Records) - 1986
- Surrender (Virgin Records) - 1987
- Paycheck (Venture) -1988
- Fire in the Mountain (10 Records) - 1989
- Black and Gold (10 Records) - 1991
- Payday (Best of Working Week) - 1999[2]

### Sencillos
- "Venceremos (We Will Win)" – 1984 UK #64
- "Storm of Light" – 1984 UK #88
- "Inner City Blues" – 1985 UK #93
- "Sweet Nothing" – 1985 UK #83
- "Stella Marina" – 1985
- "I Thought I'd Never See You Again" – 1985 UK #80
- "Too Much Time" – 1986 UK #94
- "South Africa" – 1986
- "Rodrigo Bay" – 1986
- "Don't Touch My Friend" – 1986
- "Surrender" – 1987
- "Largo" – 1987
- "Knocking On Your Door" – 1988
- "Eldorado" – 1989
- "Blade" – 1989
- "Testify" – 1990
- "Positive" – 1991 UK #96
- "Holding On" – 1991